# 平步青
平步青（1832年—1896年），字景孙，号栋山樵、霞偶、侣霞、霞外、常庸等，浙江山阴（今紹興）人，清末文史学家、政治人物。進士出身。

## 生平
平步青生于浙江山陰安昌鎮平家溇官宦世家。其高伯祖平聖台，乾隆十九年甲戌科二甲第五名，与王鸣盛、纪昀、朱筠、钱大昕等为同年，官广东广州府同知；曾伯祖平恕（字寬夫，又号余山），乾隆三十七年傳胪，与俞大猷、许兆椿、钱樾、百龄、邵晋涵等为同年，官兵部右侍郎。著有《留春书屋诗集》，與李亨特、徐嵩等編纂《紹興府志》（乾隆57年版81卷）；其曾祖父平钦，太学生；祖父平溶美；父亲平元芳，曾任江西雩都县同仁司巡检。
咸豐五年（1855年），浙江鄉試中舉。同治元年（1862年），登進士，授翰林院庶吉士，授翰林院編修，后升任翰林院侍讀、江西糧運道，署江西布政使。
同治十一年（1872年），辭職歸鄉，回到浙江紹興，開始研讀文史著作。光緒二十二年（1896年）去世。

## 著作
平步青长于目录学與文學批評。早年编纂《南雷大全集叙录》、《楼山堂全书叙》和《考定南雷》，又校书甚多，如《陶庵梦忆》和《两般秋雨轩随笔》等。有《读经拾渖》和《读史拾渖》等20余种，但却不轻易示人，故流传不多。今所见《霞外攟屑》就是其中之一。晚年自订所著《香雪崦丛书》（浙江圖書館藏手抄本43冊）。

## 家人
抗戰時期第三戰區地下工作人員烈士平祖仁為紹興平氏後裔。他們這一支因平家在江西任職而遷居贛省。